# Snacka om nyheter
Snacka om nyheter var ett TV-program som visades i Sveriges Television mellan 1995 och 2003 (från hösten 2008 i helt ny version i Kanal 9). Programledare var Stellan Sundahl som ledde programmet från början fram till sin död 1999, varpå programmet låg nere fram till hösten 2000 då programmet började sändas igen, denna gång med Sven Melander som programledare. Lagledare var, till höger om programledaren: Stefan Grudin (samtliga program 1995-2003 utom tre 1995), till vänster om programledaren: Ronny Eriksson, Lasse Eriksson med flera. Ursprungligen visades programmet i SVT2, men år 2001 bytte man kanal till SVT1.

## Beskrivning
Programmet baserades på det brittiska formatet Have I Got News For You som sänds på BBC One. Andra länder där programformatet används är Australien (Good News Week), Danmark, Norge, (Nytt på Nytt), Finland (Uutisvuoto/Nyhetsläckan), Nederländerna (Dit was het nieuws).
Två lag bestående av vardera en fast lagledare och en inbjuden gäst - oftast från politik, massmedia, underhållning eller kultur - får i en lättsam tävling tolka och kommentera olika nyhetsinslag i olika former från den gångna veckan. Programmen spelades in i Malmö under fredagskvällen, och sändes följande söndag.
Bakom programmet har funnits en manusgrupp vars medlemmar i stor utsträckning (och liksom Stellan Sundahl själv) haft sin bakgrund i Lundaspexarna. Bland dessa kan nämnas Claes Virdeborn, Johan Wester och Anders Jansson (varav de båda sistnämnda senare övergick till egna TV-programmet Hipp Hipp!), Jonas Klevhag och Kalle Löfqvist (från Extra allt och  Veckans president) samt Hugo Carlsson.
Programmet kom tillbaka i ny version hösten 2008 men nu på Kanal 9, med Kajsa Ingemarsson som programledare, samt Kristoffer Appelquist och Annika Lantz som lagledare.

## Medverkande
- Se Lista över medverkande i Snacka om nyheter